# Ruinaulta

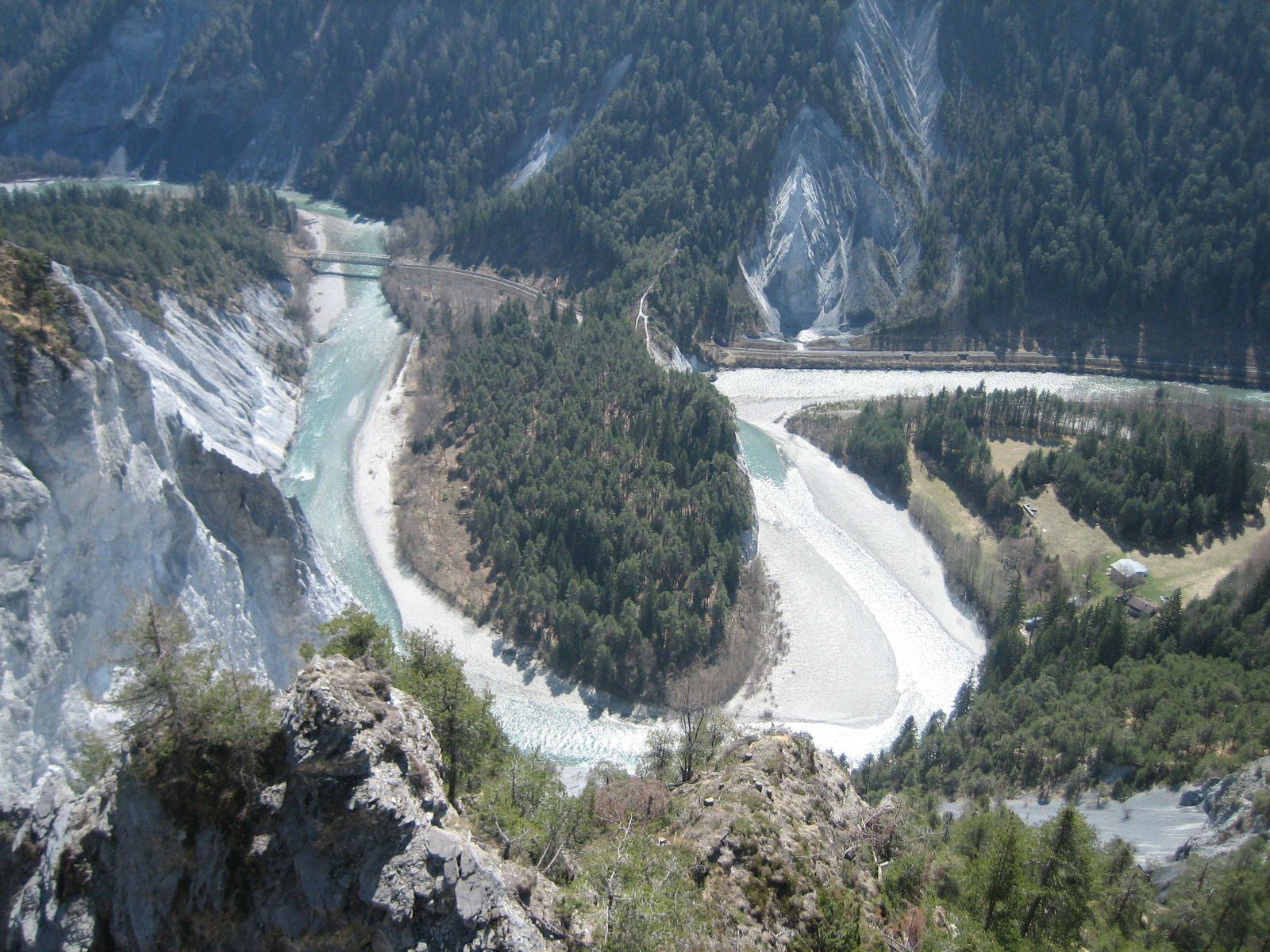
Zicht vanuit het observatiedek Il spir op de Ruinaulta met de spoorbrug van de RhB en de voetgangersbrug tussen het Chli Isla in het midden van het beeld en het Isla Bella (links)

Luchtbeeld op de Ruinalta (1954)

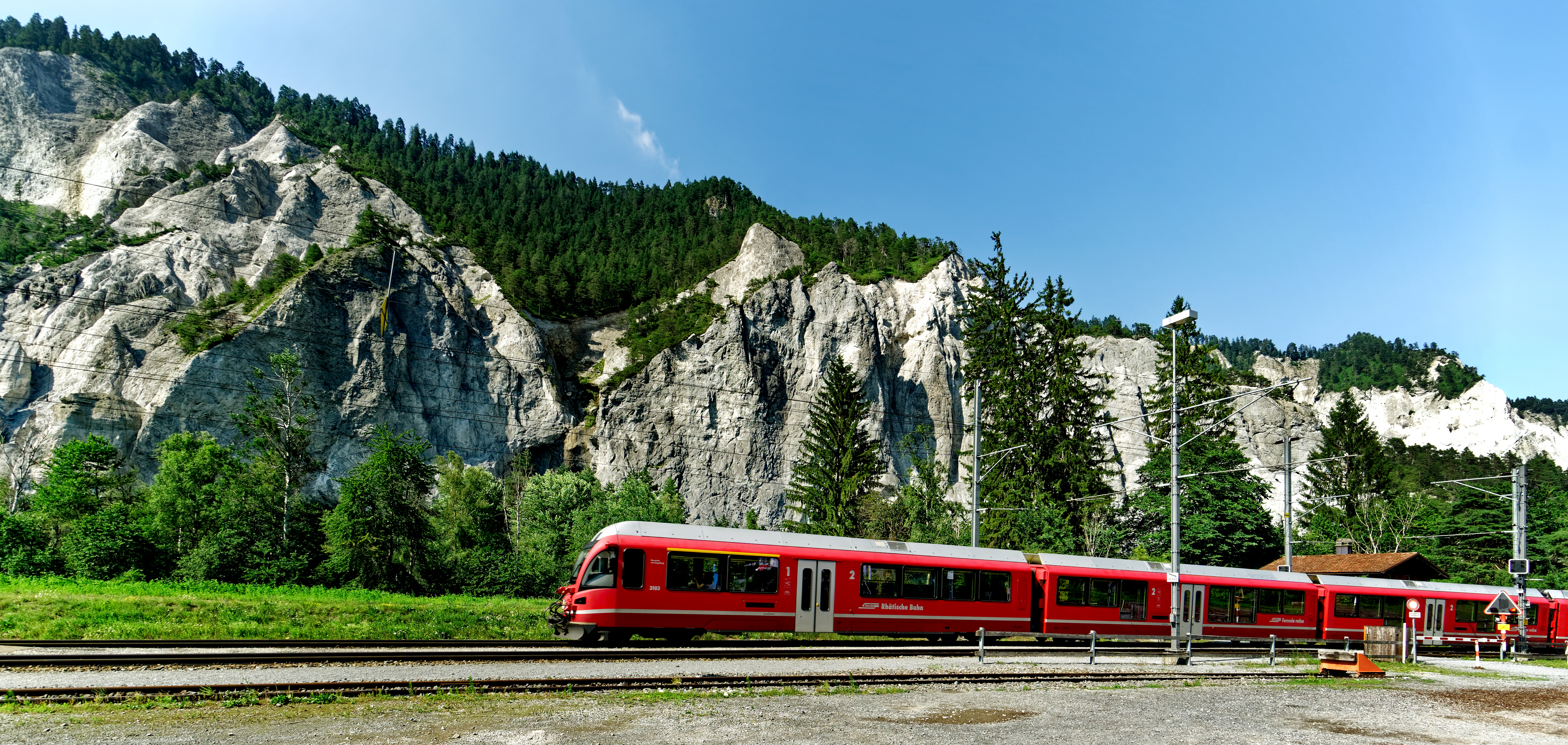
Treinstel van de Rhätische Bahn in de Rheinschlucht

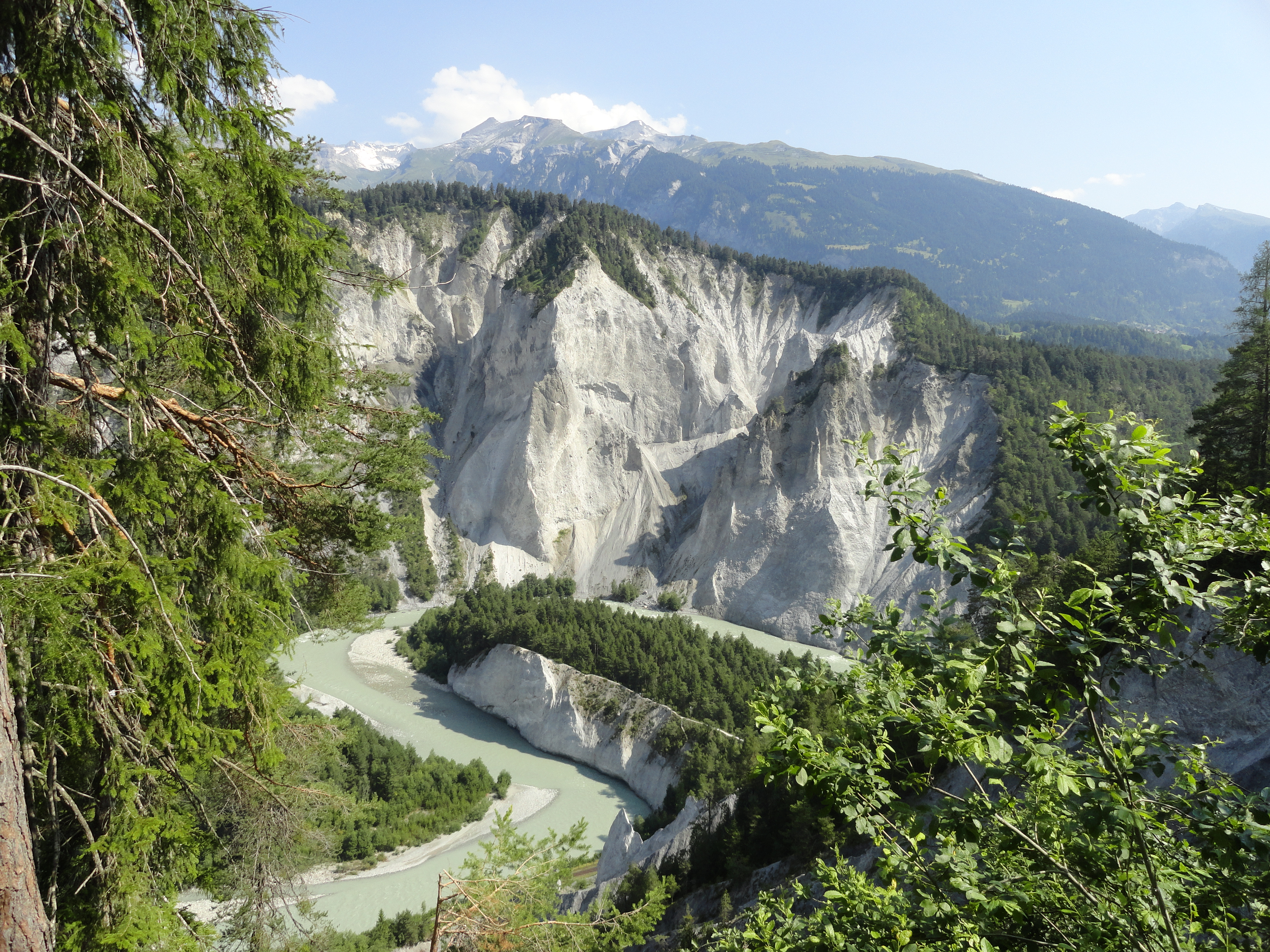

De Rijnkloof (Duits: Rheinschlucht; Reto-Romaans: Ruinaulta) is een kloof van de Voor-Rijn tussen Ilanz en de samenvloeiing met de de Achter-Rijn bij Reichenau in het kanton Graubünden in Zwitserland, tot 400 meter diep en ongeveer 13 kilometer lang. De Reto-Romaanse naam 'Ruinaulta' is samengesteld uit de twee woorden Ruina («puin», «sloop») en aulta («hoog»).
Het 2028 hectare grote gebied van de kloof van Castrisch tot Trin is opgenomen als beschermd natuurgebied in de federale inventaris van landschappen en natuurmonumenten van nationaal belang. Bovendien ligt de kloof aan de rand van het gebied van het "tektonisch landschap van Sardona", dat in 2008 werd toegevoegd aan de Werelderfgoedlijst van UNESCO.

## Oorsprong
De kloof van de Ruinaulta werd gevormd na de aardverschuiving van Flims bijna 10.000 jaar geleden. In die tijd brak meer dan 10 miljard kubieke meter rots af tussen de Flimserstein en de Piz Grisch en begroef het Voor-Rijndal tussen de huidige dorpen Castrisch en Reichenau onder een honderden meters dikke puinhoop.
Omdat de Voorrijn niet meer kon wegstromen, werd over een lengte van ongeveer 25 km een meer afgedamd. In de loop van de tijd sneed de rivier diep in de losse aardverschuivingsmassa's en kon het water uit het ontstane meer weer wegvloeien. Toen de aardverschuivingswaaier door erosie tot op de bodem van de vallei werd uitgehouwen, vormde de Ruinaulta een kloof met steile kalkstenen puinkliffen, die geleidelijk verder worden geërodeerd. Hierdoor ontstonden indrukwekkende erosieformaties op de flanken van de valleien.
Het rivierlandschap in het woeste dal was lange tijd ontoegankelijk. De enige doorlopende verkeersroute door de kloof is een spoorlijntraject van de Rhätische Bahn. In de kloof liggen de treinstations van Trin, Versam-Safien en Valendas-Sagogn, die over de weg te bereiken zijn vanuit de dorpen op de heuvels en plateaus in de omgeving.
Een wandelpad verbindt de treinhaltes Reichenau en Trin langs de spoorlijn. Bij het treinstation van Trin overspant de voetgangersbrug Punt Ruinaulta de Rijn. Er is ook een wandelpad van het station Versam naar Ilanz. De Federale Rechtbank verhinderde een gepland doorlopend wandelpad in het gedeelte tussen het station Trin van de Rhätische Bahn en Isla Bella aan de monding van de Rabiosa. Volgens de rechtbank zou alleen een "project van nationaal belang" een verstoring van het beschermde uiterwaardengebied en de strandlopers die daar broeden hebben gerechtvaardigd. Een wandelpad leidt langs Isla Bella van Trin en over de spoorbrug naar het station van Versam.
De zuidelijke weg van Ilanz via Versam naar Bonaduz loopt hoog boven de kloof en steekt de kloof van de Rabiusa over de twee Versamer-ravijnbruggen over. De Hauptstrasse 19 omzeilt het landschap van de Ruinaulta in het noorden via de dalpas van Flims. Bij het station Valendas-Sagogn is er een verkeersbrug die toegang biedt tot het station vanuit Sagogn. Het is de enige wegverbinding tussen de twee oevers tussen Ilanz en Reichenau.

## Natuur

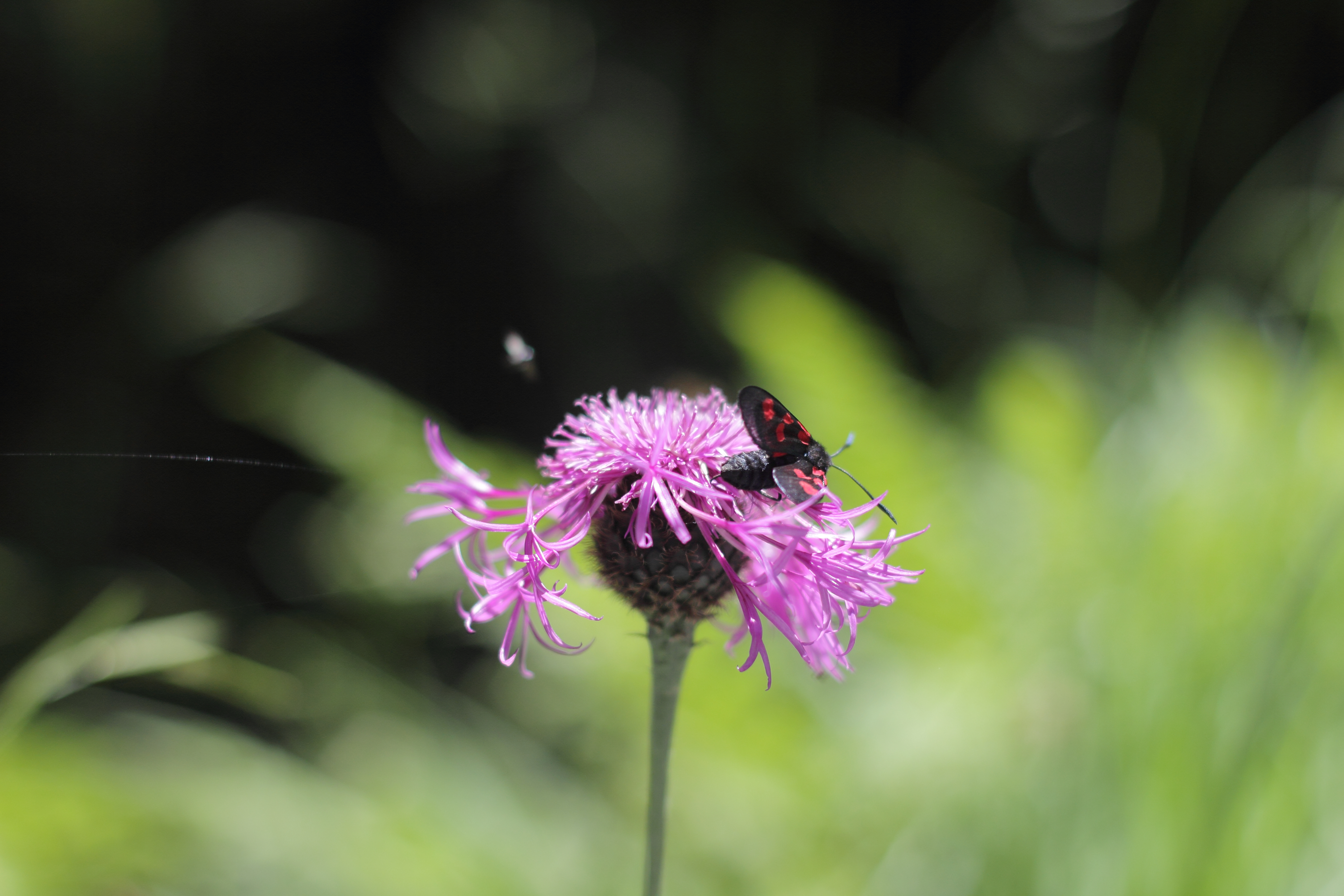

Het grondgebied van de Ruinaulta heeft verschillende soorten landschappen. Naast de uiterwaarden langs de rivier bieden droge berghellingen en bossen op de valleiflanken verschillende omstandigheden voor habitats met een gevarieerde flora en fauna. In de bodem van het dal worden voortdurend nieuwe pioniersweiden van riviergrind aangelegd en op grotere hoogte ontstaan grijze elzenbossen. Het uiterwaardengebied bij Castrisch wordt gedefinieerd als een uiterwaardenlandschap van nationaal belang. Ernaast ligt het vlakke veen van Isla Sut. Op de erosiehellingen op het zuiden hebben zich hier en daar een kalkrijke puinweide, heideheide of droge, warme struiken verspreid. De slechtvalk broedt in rotsachtige gebieden. In de kloof zijn meer dan 350 soorten vlinders geregistreerd. Op de vochtige schaduwrijke hellingen groeien sparren- en sparrenbossen en verschillende soorten orchideeën groeien zowel in heldere gebieden als in gebieden met droge weiden.

## Toerisme
De Ruinaulta kan al raftend doorvaren worden. De kloof wordt soms op de markt gebracht als de "Zwitserse Grand Canyon" in toeristische advertenties.
Observatiedekken
Zeven platforms bieden een prachtig uitzicht op de Ruinaulta:
- Il spir in Flims-Conn
- Alix bij Valendas
- Islabord op de weg van Versam naar het RhB-station Versam-Safien
- Spitg aan de oostkant van de Versamertobel
- Wackenau op de kasteelheuvel van het kasteel van Wackenau
- Zault op weg naar Bonaduz

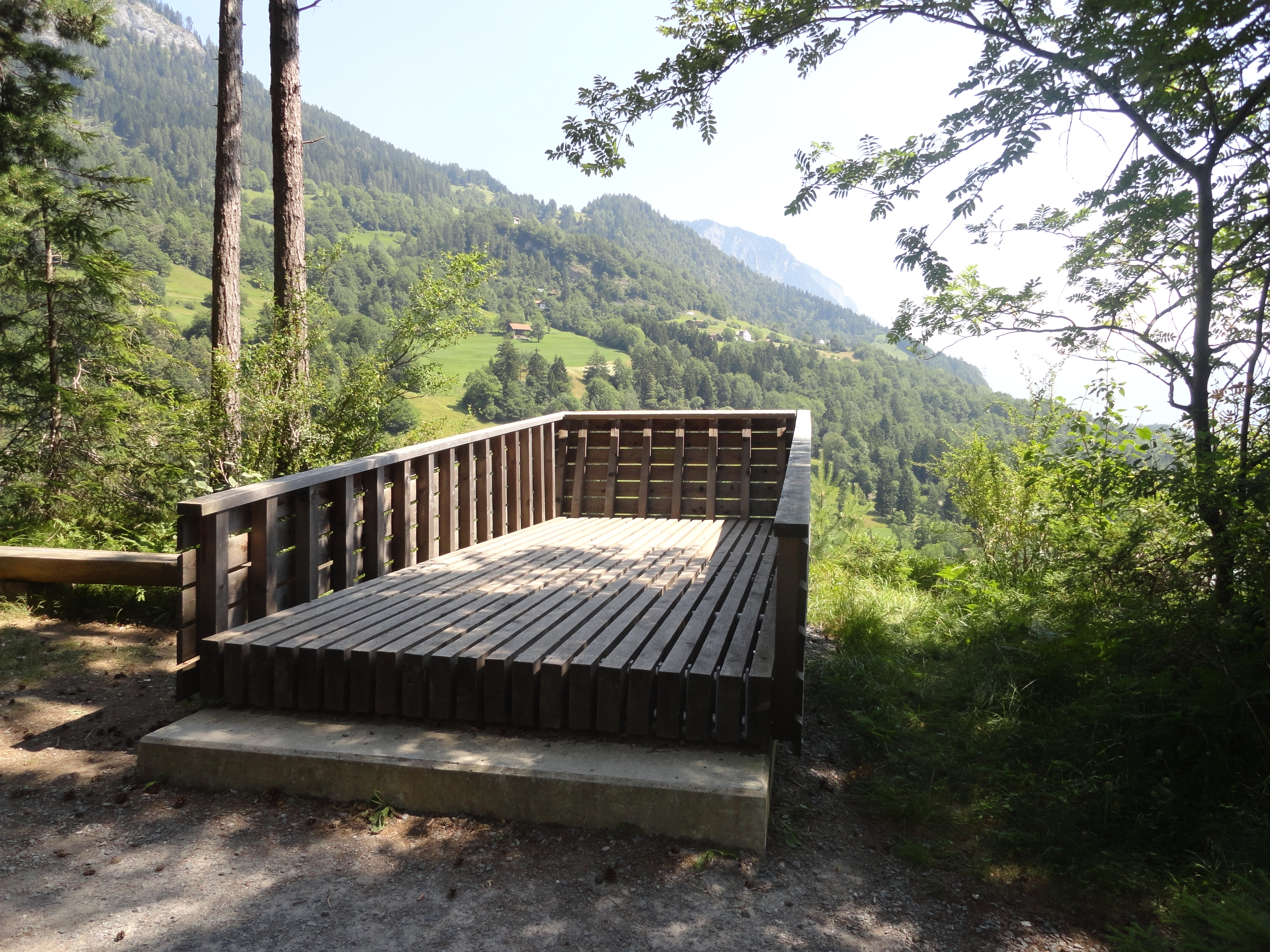
Wackenau
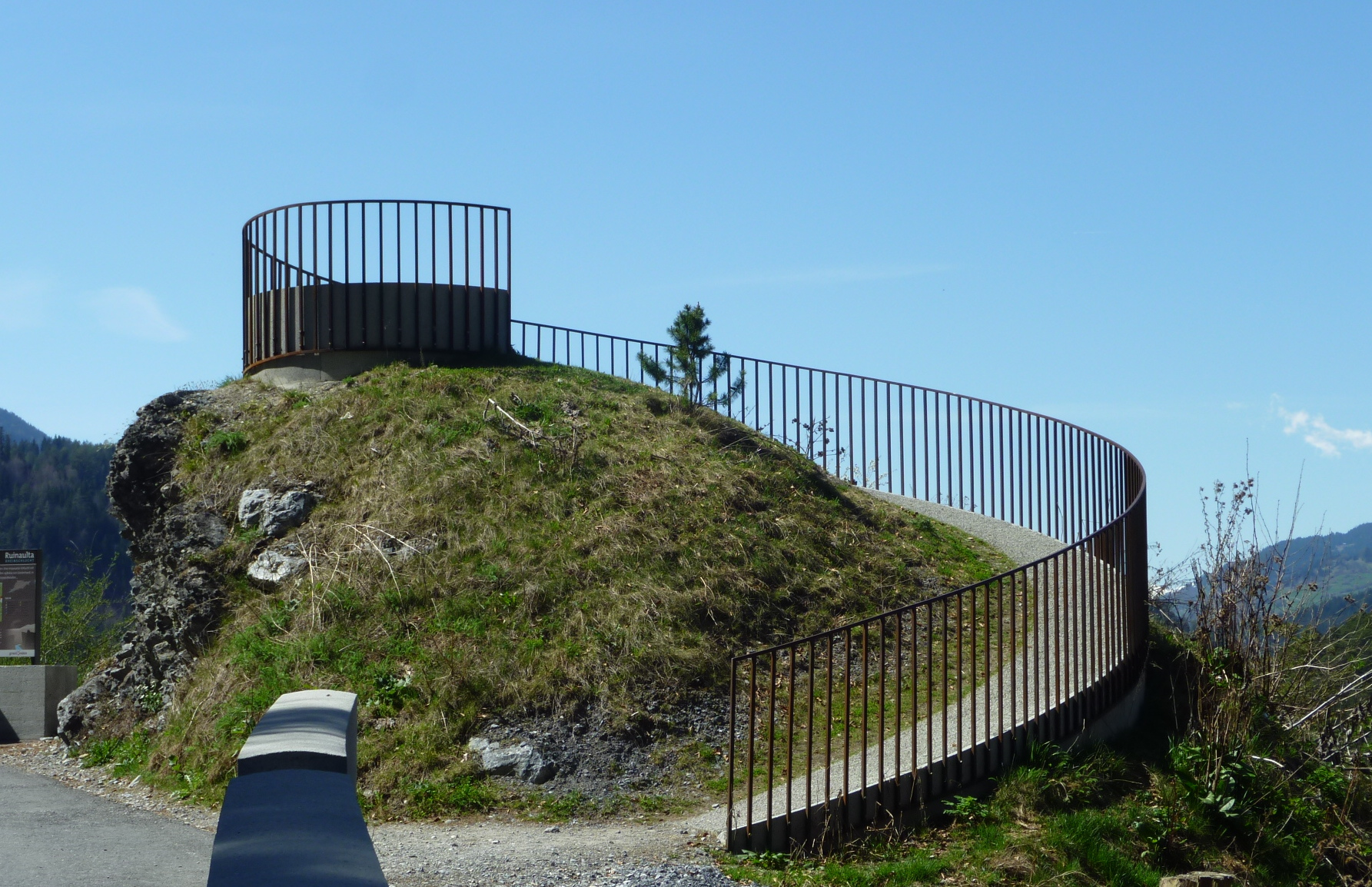
Zault
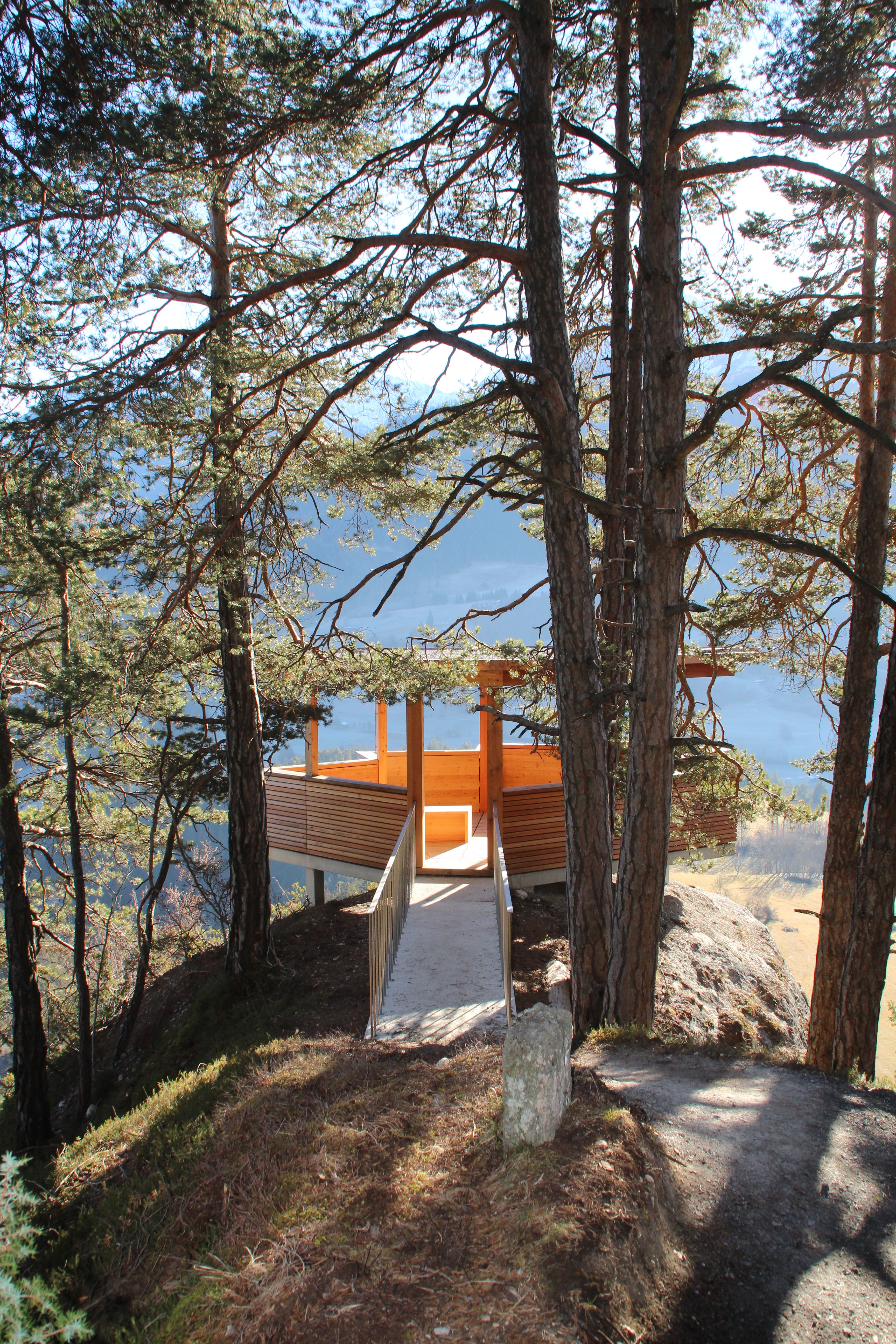
Crap Signina boven Sagogn

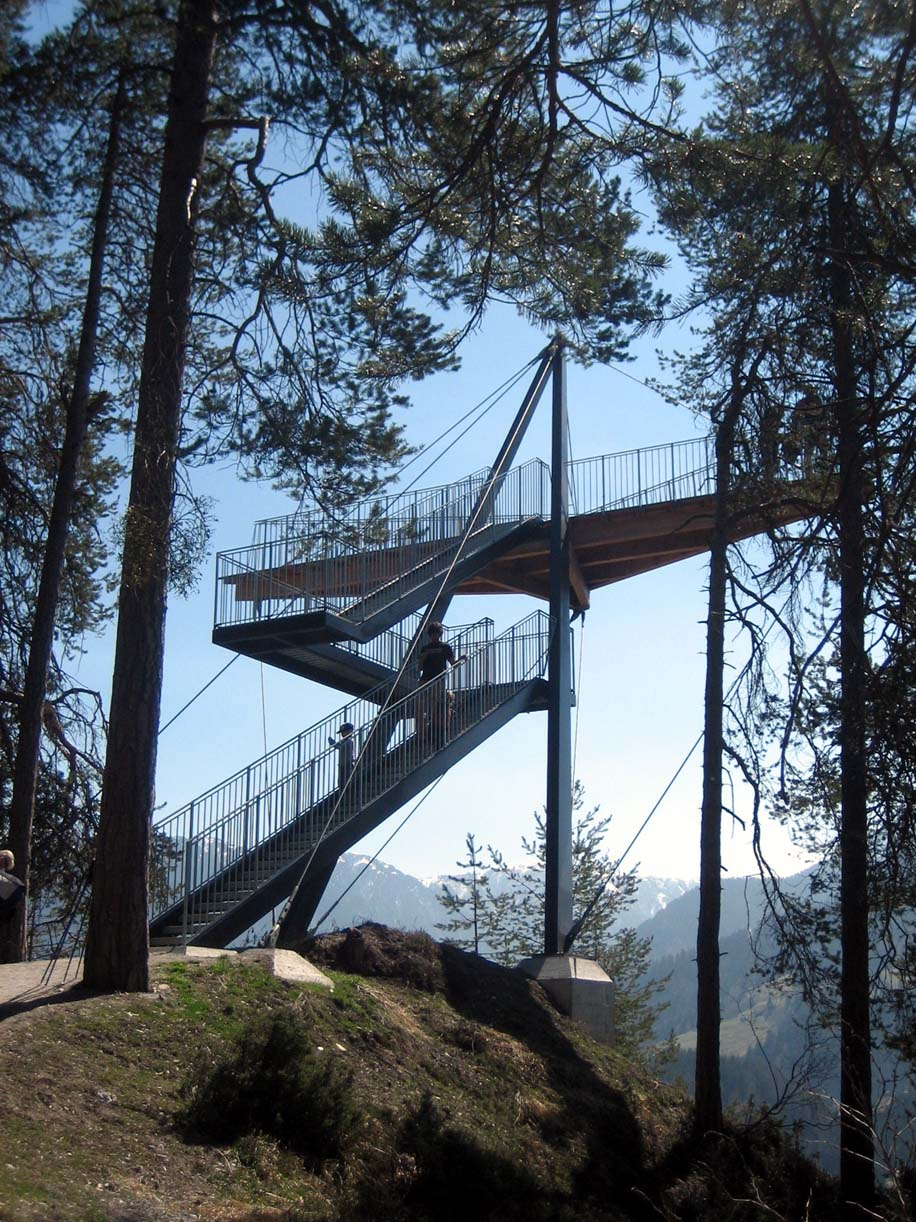
Il spir
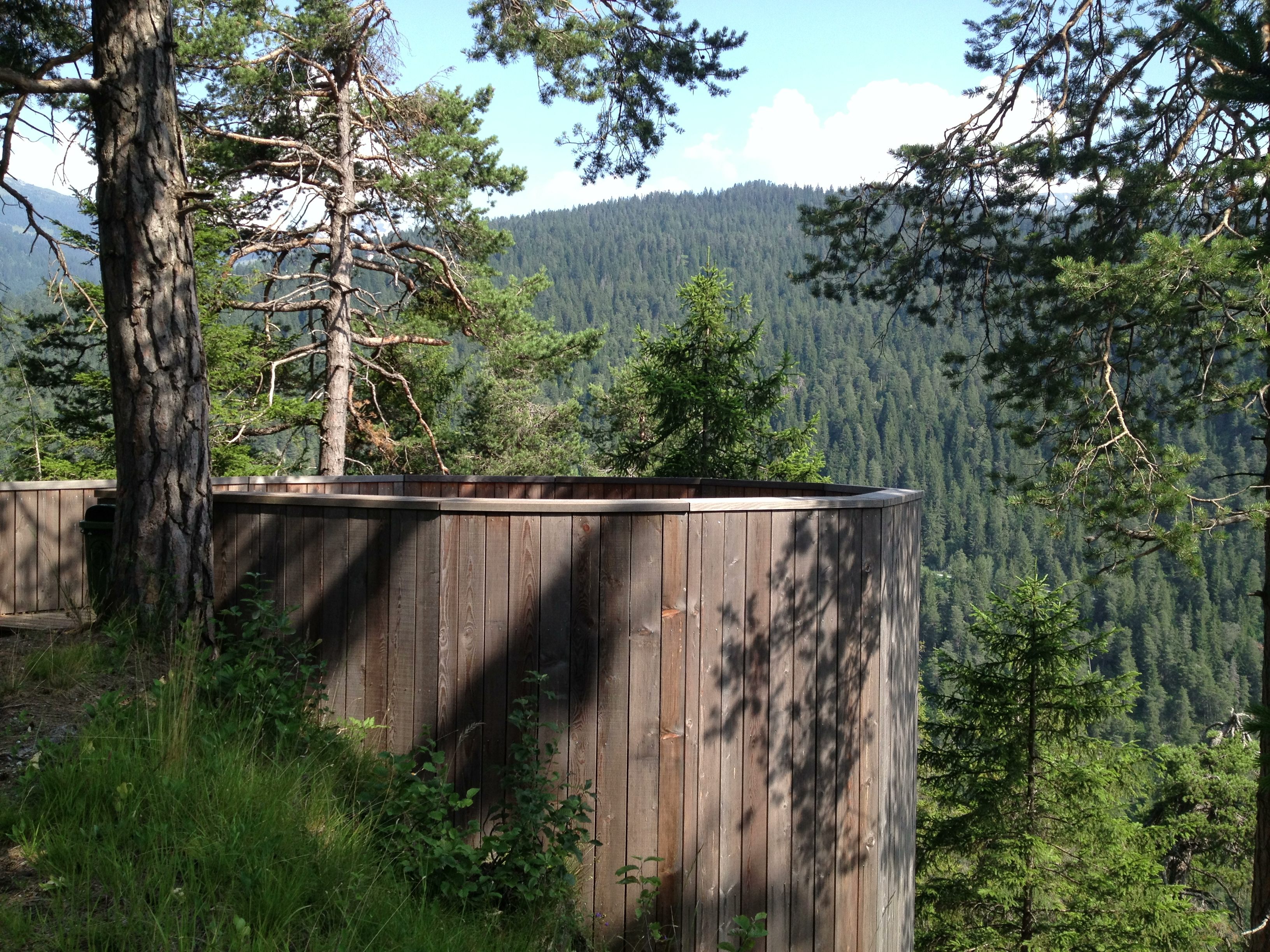
Alix
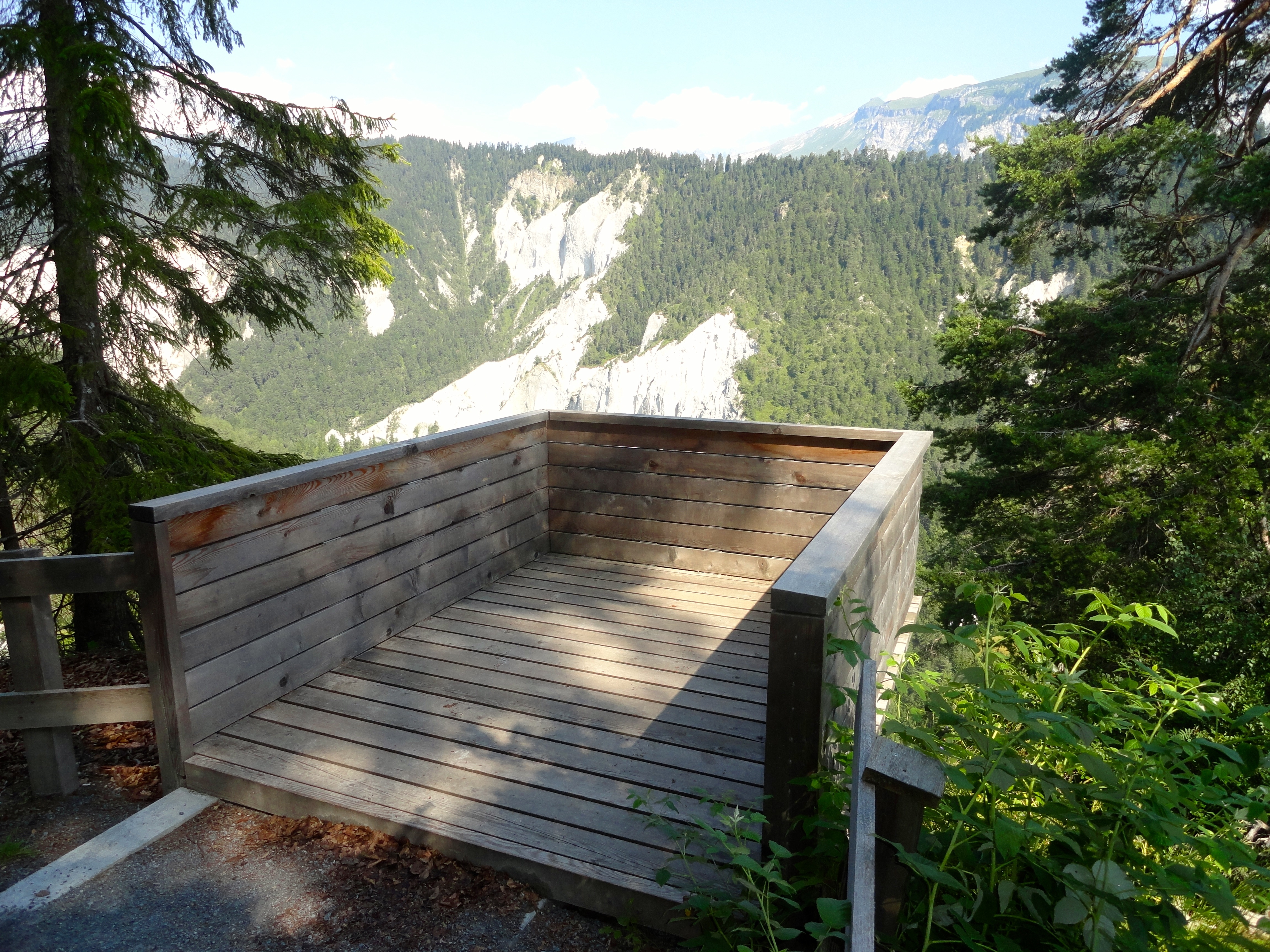
Islabord
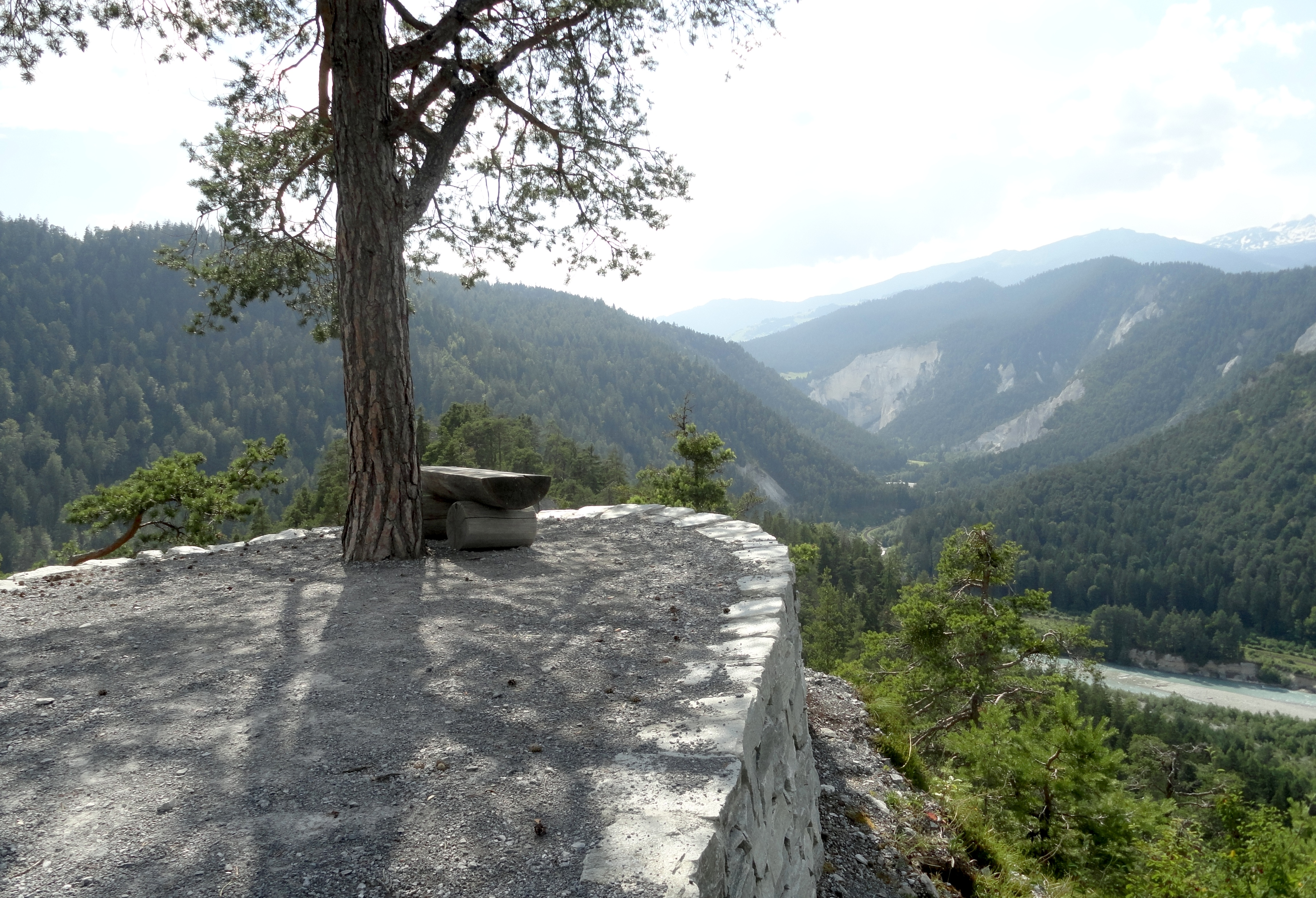
Spitg

- Wackenau
- Zault
- Crap Signina